# Микроджоуль (автомобиль)
Microjoule — команда преподавателей и студентов из технического колледжа (La Joliverie College) французской коммуны Сен-Себастьян-сюр-Луар, созданная в 1985 году.
Установила мировые рекорды в конструировании ультра-экономичных спортивных транспортных средств:
- 1999 год — 3485 км/л[источник не указан 983 дня].
- На конкурсе Eco-Marathon, проводимом Shell:
  - 2001 год — 3620 км/л[источник не указан 983 дня]
  - 2003 год — 3794 км/л, что соответствует расходу 0,026 литра на 100 километров[источник не указан 983 дня].
  - 2009 год — 3771 км/л[1].
  - 2014 год — 3330 км/л[1][2].

Двигатели, конструируемые командой, работают на бензине или этаноле.